# Alone in the Jungle
Pour plus de détails, voir Fiche technique et Distribution.
Alone in the Jungle est un film muet américain réalisé par Colin Campbell et sorti en 1913.

## Fiche technique
- Réalisation : Colin Campbell
- Scénario : Otto Breitkreutz
- Production : William Nicholas Selig
- Date de sortie : 
  - États-Unis : 14 juin 1913

## Distribution
- Tom Santschi : Bob
- Frank Clark : Jack
- Bessie Eyton
- Lillian Hayward
- Eddie James
- William Scott
- Wheeler Oakman
- Scott R. Dunlap